# 近地轨道
近地轨道，又称低地球轨道（英語：Low Earth orbit），是指航天器距离地面高度较低的轨道。近地轨道没有公认的严格定义。一般高度在2000公里以下的近圆形轨道都可以称之为近地轨道。由于近地轨道卫星离地面较近，绝大多数对地观测卫星、测地卫星、空间站以及一些新的通信卫星系统都采用近地轨道。

## 轨道特性
在近地軌道的物體仍然受熱層（離地約80至500公里）或外氣層（離地約500-1000公里以外）的氣體阻力影響，視乎軌道的高度而定。近地軌道在大氣層與內范艾倫輻射帶之間，高度通常不低於300公里，否則軌道會因為大氣阻力而變得無用。

## 人类使用

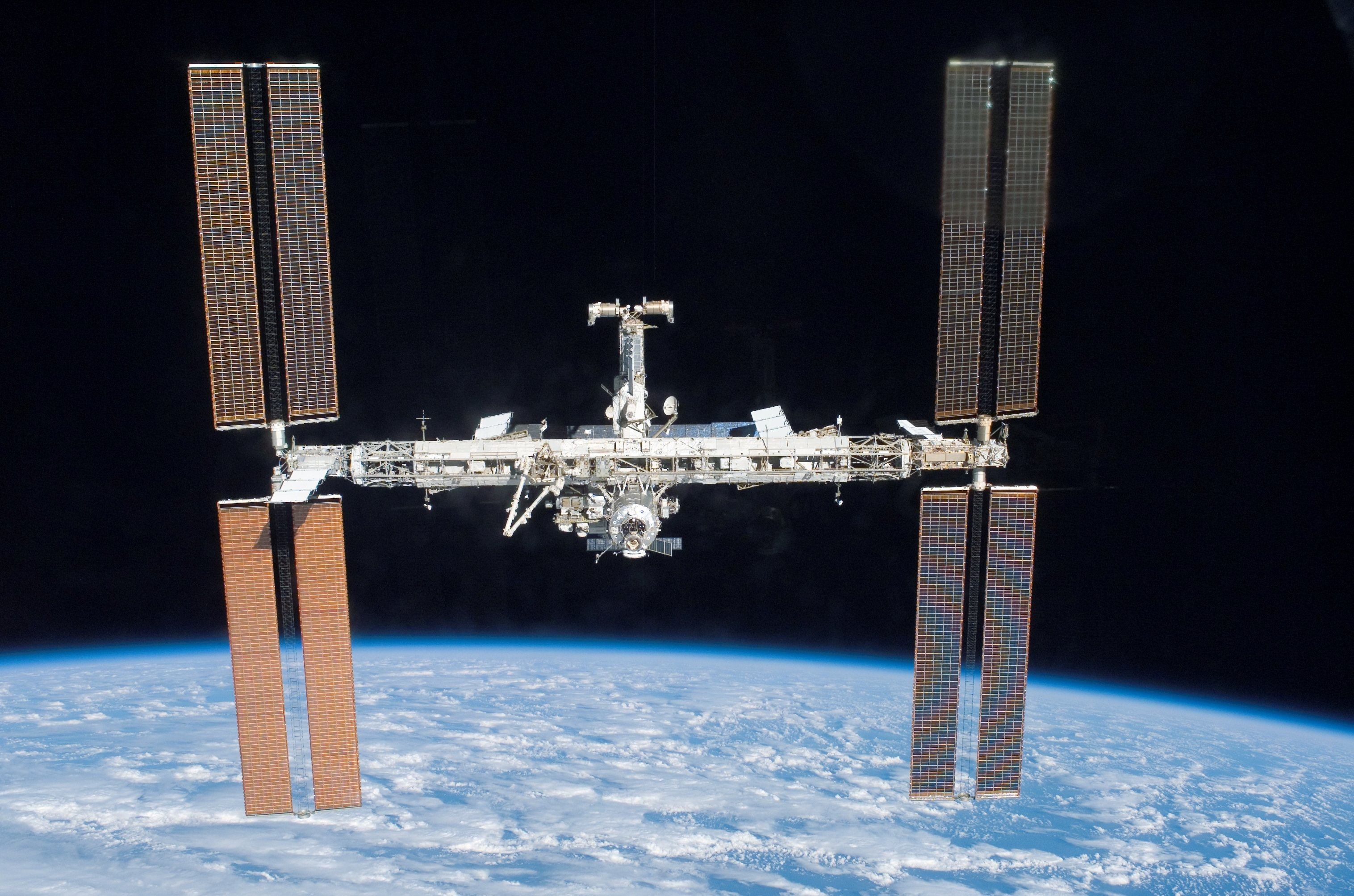
国际空间站，由亞特蘭提斯號太空梭在2007年6月19日拍摄

国际空间站在一个距离地球表面319.6km到346.9km的轨道上运行。大多数人造卫星也在近地轨道上，它们的运行速度大约是27400km/h，环绕地球一周的时间大约在90分钟左右，而很多通讯卫星需要以和地球同样的角速度运行。相比地球同步轨道，把一枚衛星放上近地軌道所需的能量較少，而近地衛星僅需功率較低的放大器也可成功輸送訊號，因此許多通訊項目使用了近地軌道。這些近地軌道不是與地球同步，所以需要一組衛星聯網去提供連續的覆蓋面。近地軌道也適合遙感衛星，因為可以取得更詳細的資料。

## 太空垃圾
近地軌道一帶的太空垃圾越來越多，近年對此的關注也日益增加，因為軌道上的高速碰撞可以造成大的損害或危險，及製造更多垃圾。（衛星被撞成垃圾）